# Зенкевич, Ромуальд Симонович
Ромуальд Зенкевич (пол. Romuald Zienkiewicz; бел. Рамуальд Сыманавіч Зянькевіч, 1 февраля 1811 — 11 сентября 1868) — фольклорист, педагог, один из первых белорусских этнографов.

## Биография
Родился в Завилейском уезде Литовско-Виленской губернии. Возможно, это был фольварк, что арендовал его отец, в районе Свенцян и Свири, так как первое образование он получил в Свирской приходской школе в 1818-20 гг .
В 1820 г. учился  в уездной школе в Поставах.
Окончил Виленскую гимназию в 1826 году и литературное отделение Виленского университета в 1830 году.
В 1830—1844 годах работал учителем и воспитателем в частных школах. В 1844 году получил постоянное место учителя Росенскай уездной школы Волковысского уезда Гродненской губернии, но вскоре оставил работу из-за прогрессирующей слепоты. Р. С. Зенкевич  обосновался в Лунине Пинского уезда, резиденции князей Друцких-Любецких. Проживая в Лунине у Кристины Друцкой-Любецкой (урожденной Немирович-Щит), увековечил в стихах атмосферу дома и память о семье князей Друцких-Любецких и Немировичей-Щитов, а в частности о Кристине и ее сыне Эдвине, отце Кристины - Юзефе Немировиче-Щите, ее сестрах, Юзефе иТерезе, и брате - Кшиштофе. Молодой хозяин поместья Эдвин Друцкий-Любецкий позволил Зенкевичу пользоваться своей библиотекой, собственным архивом и кабинетом-музеем.
Умер Зенкевич в крайней бедности и будучи слепым.

## Творчество
Интересовался археологией. Из-за плохого зрения раскопок не проводил. В 1843 году делал обмеры курганов и городищ, оборонительных валов, замчищ и создал археологическую карту Ошмянского уезда. В 1848 г. в журнале «Athenaeum» («Атэнэум») опубликовал работу «Об курганах и городищах Ошмянского уезда» («О kurhanach i grodziskach powiatu Osmianskego» в журнале«Athenaeum» (Вильно, ч. V, 1848).
Ромуальд Зенкевич изучал Кревский замок и записал легенды о его «подземных ходах». Его материалы про Кревский замок использовал М.Балинский в исследовании "Древняя Польша". Определил место битвы около Стошанов над Ясельдой. Опроверг утверждение о том, что в VI в. н. э. в Полесье жили будины, а славяне там появились значительно позже.
Напечатал в журнале «Athenaeum» («Атэнэум») 219 народных песен в переводе на польский язык «Народные песни, собранные на Пинщине и переведённые Р. Зенкевичем» (1847). О. Кольберг включил их в 52-й том издания "Беларусь-Полесье".
Главная его заслуга заключается в собирании и издании белорусских песен: «Piosenki gminne ludu Pińskiego» (Ковно, 1851); наряду с польским переводом также был напечатан и белорусский подлинник, переданный белорусской латинкой. Сборник в основном состоит из песен над реками Пиной, Припятью и Цной (219 песен), к которым добавлено несколько песен из Волынского Полесья, с Буга, из окрестностей Любомля. Зенкевич — этнограф-любитель, не учёный; тем не менее его сборник является первым собранием белорусских песен, которое, в отличие от предшествовавших ему сборников Яна Чечота, имеет уже научное значение.
Ромуальд. Зенкевич  - автор работы «Об урочище и обычаях жителей Пинского района, а также о характере их песен» («Biblioteka Warszawska» («Библиотека Варшавская»), 1852, т. 4 ; 1853, т. 1], в которой он дал описание рабочих процессов, календарных и семейных обрядов, верований и суеверий. Впервые рассказал о древнем весеннем обряде «куста», который сопровождался обильным и пышным ритуалом, погребальные обряды, поминальный обряд «деды».
Автор сборника «Рифмованные попытки» (Próbki rymowe), изданного в Вильне в  1856г.,  и книги «Свадьба, рифмованный предбрачный подарок» (Wesele, przedślubny podarek rymowy), изданной в Вильне в 1857 г.
В рукописи остались «История польской литературы» и педагогическая работа о воспитании молодежи с перечнем обязанностей родителей и учителей. Он является автором работы «Систематический обзор всех наук».